# Bis (musica)
Un bis (dal latino bis, due volte) consiste nella ripetizione di un segmento di una rappresentazione musicale, o più in generale in una nuova esibizione fuori programma, concessa da uno o più artisti al pubblico su richiesta di quest'ultimo, spesso per acclamazione (per mezzo di ripetute esclamazioni quali "bravi", "bene" o "bis") oppure anche in conseguenza di una standing ovation o di un prolungato applauso.

## Rappresentazioni liriche
In ambito operistico, talvolta, i cantanti, d'intesa con il direttore d'orchestra, concendono un bis eseguendo nuovamente, in immediata successione rispetto all'esecuzione prevista dallo spartito, un numero particolarmente apprezzato dal pubblico (in genere l'aria più popolare dell'opera).
Alcuni direttori d'orchestra non ritengono tuttavia opportuno interrompere la linea musicale con pause non previste dal compositore, quale è la ripetizione della musica già eseguita. Arturo Toscanini, ad esempio, era notoriamente contrario ad accogliere le richieste di bis provenienti dal pubblico ed arrivò perfino ad un alterco con uno spettatore in occasione di una rappresentazione dell'opera La Gioconda di Amilcare Ponchielli nel 1887 al Teatro municipale di Casale Monferrato.
Per quanto riguarda i compositori, nota è l'avversione nutrita da Richard Wagner per le richieste di bis e, più in generale, per ogni interruzione della rappresentazione dei propri drammi musicali. Giuseppe Verdi, al contrario, si disse soddisfatto della richiesta da parte del pubblico, alla prima del Macbeth, di un bis del coro del secondo atto e concesse egli stesso tre bis dirigendo la propria Messa da Requiem a Venezia. È stata invece di recente messa in dubbio la tradizionale credenza per cui il celebre Va pensiero sarebbe stato oggetto di bis alla prima assoluta dell'opera Nabucco, il 9 marzo 1842, al Teatro alla Scala.
In alcuni fra i più rinomati teatri d'opera, come la Scala di Milano e il Metropolitan di New York, la richiesta di bis è più o meno ufficialmente scoraggiata.
Al Met, ad esempio, il divieto di chiedere bis era esplicitato nei programmi di sala all'inizio del ventesimo secolo, la regola fu tuttavia talvolta ignorata ed alcuni direttori concessero effettivamente il bis richiesto dal pubblico con particolare insistenza. Alla Scala, la tradizione di non concedere bis risale al periodo in cui Toscanini fu direttore musicale di tale teatro.
Alla prima dell'opera di Domenico Cimarosa Il matrimonio segreto, il 7 febbraio 1792 al Burgtheater, il successo riscosso presso il pubblico viennese ed in particolare presso l'imperatore Leopoldo II d'Austria, presente in sala, fu talmente strepitoso che su ordine di quest'ultimo la rappresentazione fu rieseguita per intero una seconda volta.

## Concerti di musica colta
In ambito concertistico, specialmente con riferimento ai concerti di musica classica, i solisti (o il direttore, in caso di esibizione di un ensamble strumentale o vocale) concedono sovente, quale bis, un brano non in programma, molto spesso un pezzo celebre o di particolare virtuosismo.
In occasione dell'annuale Concerto di Capodanno di Vienna, è tradizione che la Filarmonica conceda il bis della Marcia di Radetzky e del valzer An der schonen Blauen Donau.

### "Paganini non ripete"
Questo popolare detto ebbe origine nel febbraio del 1818 al Teatro Carignano di Torino, quando Carlo Felice, dopo aver assistito a un concerto di Niccolò Paganini, fece pregare il maestro di ripetere un brano. Paganini, che subiva spesso lesioni ai polpastrelli ed amava improvvisare al momento le composizioni, quindi difficilmente ripetibili, fece rispondere al viceré: «Paganini non ripete». A seguito del rifiuto gli fu negato il permesso di eseguire un terzo concerto in programma.
La controversia causò anche l'annullamento dei concerti previsti a Vercelli e Alessandria. Tuttavia nel 1836 il celebre violinista tornò a suonare proprio a Torino per ringraziare Carlo Alberto per la concessione di legittimazione del proprio figlio Achille.